# Linying
Linying är ett härad som lyder under Luohes stad på prefekturnivå i Henan-provinsen i norra Kina.
Den kända maoistiska byn Nanjie är belägen i Linying.